# Há já Muito Tempo que Nesta Latrina o Ar Se Tornou Irrespirável
Há Já Muito Tempo que Nesta Latrina o Ar se Tornou Irrespirável é o sétimo álbum de estúdio do grupo português Mão Morta, lançado em 1998 pela ediitora NorteSul, sendo o seu oitavo trabalho editado.
Com convidados neste trabalho os Mão Morta contam com participações de Natália Casanova (Diva) nas faixas 5, 10 13 16 e 20 e Anabela Roque (faixas 6, 14 e 19), do cineasta Nuno Tudela (2 e 18), do radialista Henrique Amaro (faixa 9) e PacMan dos Da Weasel no tema 18. Nos temas "É Um Jogo" e "Aldeia Global" contaram ainda com a participação de Carlos Costa (violoncelo, Pedro Rui Teixeira (viola de arco) e Tiago Flores e Sérgio Crisóstomo no violino.
Deste álbum, o tema "Em Directo (Para a Teelvisão)" viria a fazer parte, em 2011, da compilação Bandas Míticas - Mão Morta, o volume 25 da colecção "Bandas Míticas".

## Faixas
1. "The Music Is Free" (Miguel Pedro)
2. "Aviso à População" (Adolfo Luxúria Canibal)
3. "Anjos de Pureza" (Adolfo Luxúria Canibal / Vasco Vaz)
4. "Em Directo (Para a Teelvisão)" (Adolfo Luxúria Canibal / Miguel Pedro)
5. "Menores na Publicidade" (Adolfo Luxúria Canibal / José Pedro Moura)
6. "Atentado no Metropolitano" (Adolfo Luxúria Canibal)
7. "Falácia do Rentável" (Adolfo Luxúria Canibal / António Rafael)
8. "As Tetas da Alienação" (Adolfo Luxúria Canibal / Miguel Pedro)
9. "Rádio Variedades-Hoje" (Adolfo Luxúria Canibal / Miguel Pedro)
10. "Cidadão Informado" (Adolfo Luxúria Canibal / Miguel Pedro)
11. "É Um Jogo" (Adolfo Luxúria Canibal / António Rafael)
12. "Aldeia Global" (Adolfo Luxúria Canibal / Miguel Pedro)
13. "Yracub" (Adolfo Luxúria Canibal / Miguel Pedro)
14. "Conferência das Nações" (Adolfo Luxúria Canibal)
15. "Canção da Revolta" (Adolfo Luxúria Canibal / Miguel Pedro)
16. "A Revolução É o Remédio" (Adolfo Luxúria Canibal / Miguel Pedro)
17. "Vamos Fugir" (Adolfo Luxúria Canibal / António Rafael)
18. "O Fim da História" (Adolfo Luxúria Canibal / Miguel Pedro, Vasco Vaz)
19. "Euforia na Bolsa" (Adolfo Luxúria Canibal)
20. "Comércio Tradicional" (Adolfo Luxúria Canibal / José Pedro Moura)

## Formação
- Adolfo Luxúria Canibal – voz[3]
- Miguel Pedro – bateria, percussões, programações, sintetizador, voz[3]
- António Rafael – guitarra, piano, órgão, voz[3]
- Vasco Vaz – guitarra, voz[3]
- José Pedro Moura – baixo[3]
- Sapo – guitarra[3]

Convidados
- Natália Casanova – voz
- Anabela Roque – voz
- Henrique Amaro – voz
- PacMan – voz
- Nuno Tudela – voz
- Carlos Costa – violoncelo
- Pedro Rui Teixeira – viola de arco
- Tiago Flores – violino
- Sérgio Crisóstomo – violino

Produção de Mão Morta e João Martins.